# Virtual Studio Technology
VST（Virtual Studio Technology），中文名为虚拟工作室技术，是Steinberg公司推出的一项软件接口技术，主要用于计算机音乐制作领域，以插件的形式供音频处理相关的软件来使用。使用VST插件，用户可以对音频讯号进行处理，也可以使用VST乐器（VSTi, VST instruments）来创作音乐。开发者可以使用Steinberg所提供的开发套件，来自主开发各种类型的VST插件。

## 历史
VST由Steinberg创立，它最初的的标准和SDK首发于1996年，与其同时推出的还有宿主软件Cubase 3.02。当时的VST主要用于音频信号的处理，为音频添加效果。第一批VST插件是Steinberg推出的Espacial（reverb插件）、Choirus（合唱效果插件）、Stereo Echo（回声效果插件）和Auto-Panner（声相插件）。
1999年，Steinberg将VST接口规范更新到2.0版本，其中的一个新增能力是插件能够接收并处理MIDI数据。由此，VST乐器技术诞生，开发者可以基于此开发软件合成器和采样器。第一个VSTi插件是Steinberg推出的Neon。
2006年，VST接口规范更新到2.4版本，其改动包括增加采用64位精度处理音频的能力。
2008年，Steinberg推出VST 3.0接口规范。它采用了与先前版本差别较大的格式（由先前的动态链接库（DLL）格式改为专有的VST3格式），使得诸如REAPER、FL Studio等数字音频工作站通常将其与先前版本分开进行管理。
2011年2月，VST 3.5接口规范发布。
2013年9月，Steinberg停止了对VST 2 SDK的维护。12月，Steinberg停止发布该版本的SDK。

## 分类
根据处理对象的不同，VST插件一共有三种类型。在宿主软件中，“VST”一词单用，通常指的就是VST效果或VST MIDI处理器；只有在明确指出“VSTi”的情况下才能表示VST乐器。

### VSTi
VSTi（VST instrument），即VST乐器，是VST家族中用于生成音频的一类VST插件。它们作为音源来使用，一般都是虚拟的合成器或采样器。其中合成器通过软件算法和DSP，模拟真实乐器、硬件合成器或独创性地生成乐音；而采样器则是采样真实乐器的声音，并通过VST插件播放出来。值得一提的是，一些VSTi插件能够通过软件合成媲美真实乐器的声音，效果堪比真实乐器，却拥有比采样音源小的多的体积。

### VST效果
VST效果是VST最基本也是最核心的用途。它们执行和硬件音频处理器相同的功能，即时处理计算机中的音频信息，为音频添加各种效果。同时也可以实时监测音频信息，并为用户提供可视化的反馈，如频谱分析和测量。大多数宿主软件，尤其是DAW，都允许同时加载多个效果，组成VST效果链，极大提升了音频处理的体验。

### VST MIDI处理器
顾名思义，VST MIDI处理器主要用于处理MIDI消息，它是为使用MIDI进行音乐创作的音乐工作者而设计的。比如，有的VST插件可以给MIDI消息加上诸如转置、琶音等效果，也有的可以操作MIDI控制器以改变宿主处理MIDI的行为。

## 宿主
VST宿主（VST Host），又称VST主机，是VST插件所运行的软件或硬件设备，它们为VST插件提供加载UI的接口，与VST插件直接交互。
典型的宿主通常可分为以下几类：

### 将VST插件作为插件运行
这样的宿主软件通常会利用VST插件来扩展自己的功能。最典型、最为重要的就是数字音频工作站（Digital Audio Workstation，簡稱DAW），如Cubase、FL Studio、REAPER、Ableton Live等。同时，一些处理音频的软件也支持VST效果插件，如Adobe Audition、Audacity。

### 独立专用主机
这样的宿主软件一般只为一款VST插件提供主机环境，而不是将其作为插件来扩展自己的功能。它们通常会根据自己所运行的插件进行实时优化。
最典型的就是各种VST插件开发者所推出的插件的“独立版本”（standalone version），独立版本实际上就是一个集成了VST插件运行环境的可执行文件，只要运行就会自动加载对应的插件，界面的核心也正是插件的UI。通常开发者会在宿主中添加一些插件之外的功能，提高宿主的实用性，如音频设备设置、MIDI输入、导出缩混音频等。这种设计常用于各种VSTi，主要供用户直接运行插件而不通过运行DAW，方便用户演奏乐器；一些VST效果也会提供独立版本来方便用户直接处理现有的音频文件。

### 硬件宿主
硬件VST宿主可以加载特殊版本的VST插件。这些单元是便携式的，并且在没有计算机的情况下可用，尽管其中一些单元需要计算机进行编辑。通常硬件VST宿主可以独立进行音频处理的运算，从CPU接管音频处理，同时释放RAM。典型的例子就是VST机架。

## 开发
开发VST插件，需要使用Steinberg的VST SDK。它使用C++开发，是一套基于C API的C++类。可以从官方网站上下载。
Steinberg也开发了VST GUI，这是VST SDK的一部分，也是另外一套C++类，可用于构建图形界面，但相对来说都比较陽春。一般地，插件的外观仍然必须由插件的开发者创建。
大量的商业和开源的VST插件是使用Juce框架编写的，而不是直接调用VST SDK，因为它允许从单个代码库构建多格式（VST，AudioUnit和Real Time AudioSuite）的二进制文件。